# Diocesi di Ugento-Santa Maria di Leuca

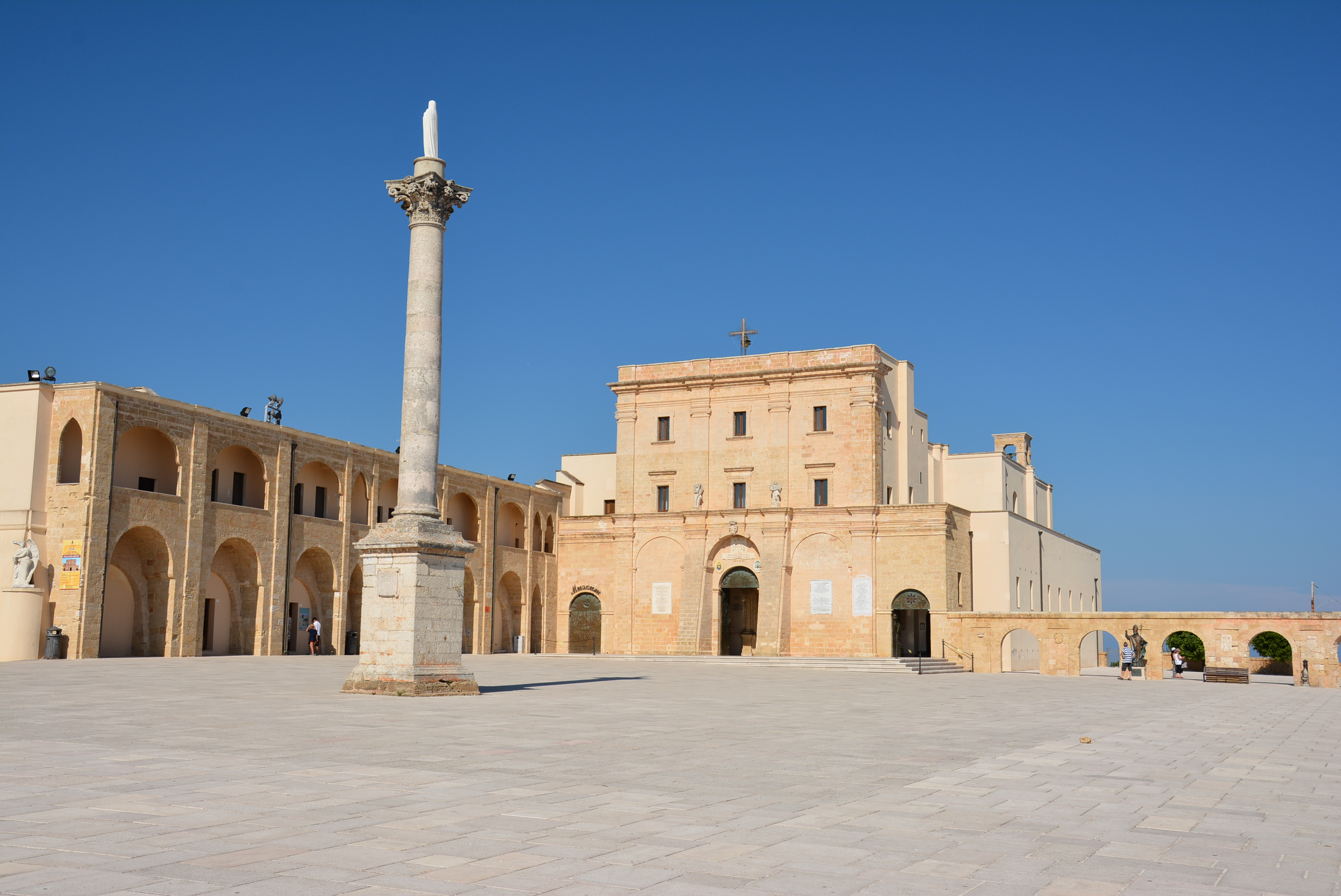
La basilica santuario di Santa Maria de Finibus Terrae a Leuca.

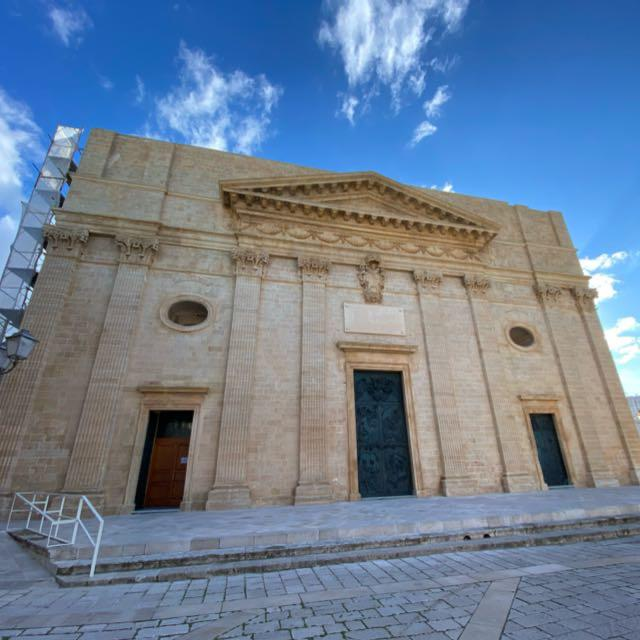
La chiesa del Santissimo Salvatore di Alessano, cattedrale della diocesi di Alessano fino al 1818.

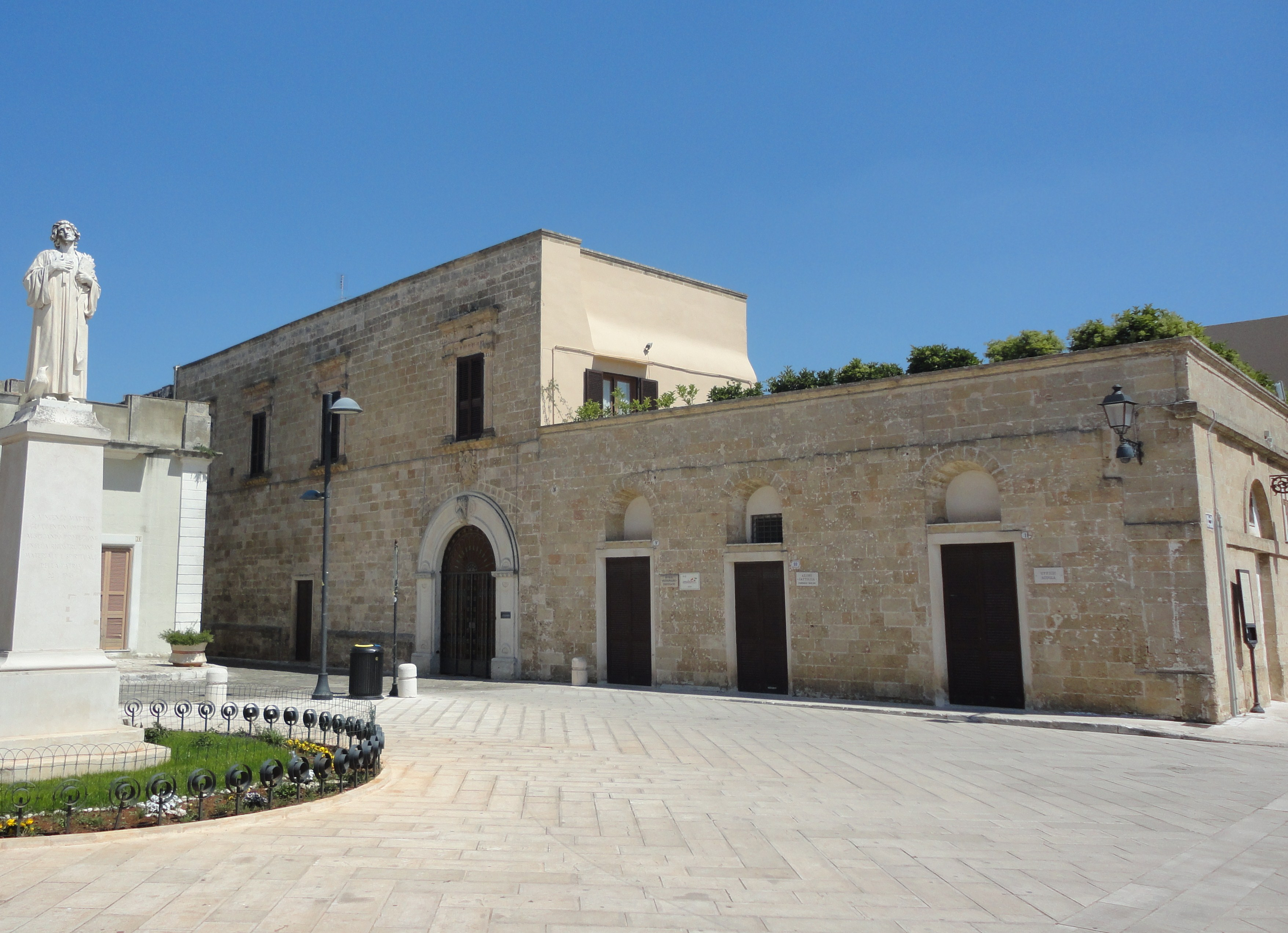
Il palazzo vescovile di Ugento.

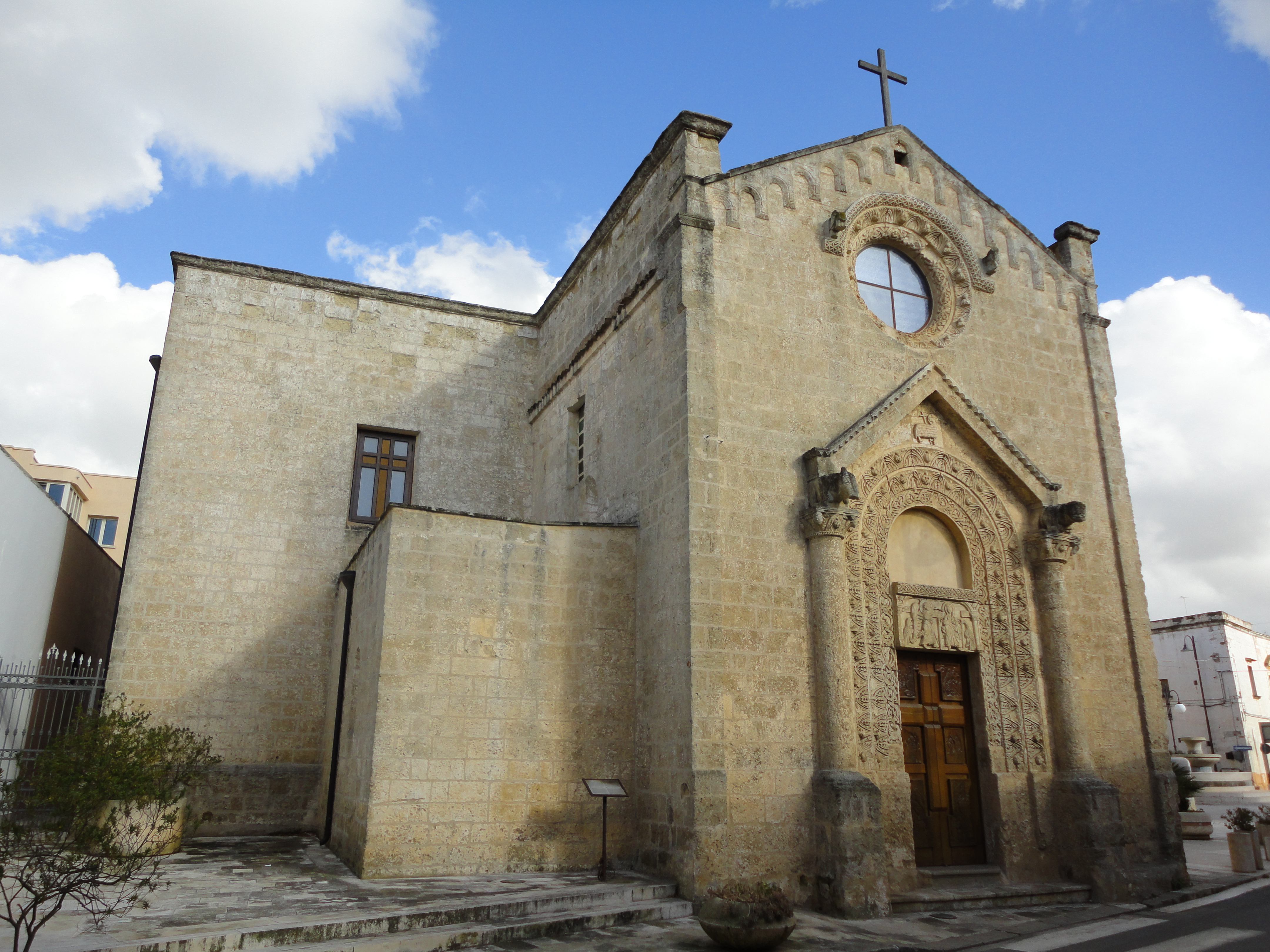
Il santuario di Santa Maria della Strada, a Taurisano, elevato a santuario mariano diocesano nel 1996.

La diocesi di Ugento-Santa Maria di Leuca (in latino Dioecesis Uxentina-Sanctae Mariae Leucadensis) è una sede della Chiesa cattolica in Italia suffraganea dell'arcidiocesi di Lecce e appartenente alla regione ecclesiastica Puglia. Nel 2022 contava 124.540 battezzati su 125.480 abitanti. È retta dal vescovo Vito Angiuli.
Santo patrono della diocesi è san Vincenzo di Saragozza, la cui festa ricorre il 22 gennaio.

## Territorio
La diocesi comprende la parte meridionale della provincia di Lecce ossia i comuni di: Alessano, con la frazione di Montesardo e la località costiera di Marina di Novaglie; Castrignano del Capo, con le frazioni di Giuliano di Lecce, Salignano e Santa Maria di Leuca; Corsano; Gagliano del Capo, con le frazioni di Arigliano e San Dana; Miggiano; Montesano Salentino; Morciano di Leuca, con la frazione di Barbarano del Capo e la località costiera di Torre Vado; Patù, con le frazioni di Marina di Felloniche e Marina di San Gregorio; Presicce-Acquarica; Ruffano, con la frazione di Torrepaduli; Salve, con la frazione di Ruggiano e le località costiere di Pescoluse, Torre Pali, Posto Vecchio; Specchia; Supersano; Taurisano; Tiggiano; Tricase, con le frazioni di Depressa, Lucugnano ed i rioni di Caprarica del Capo, Marina Serra, Tricase Porto, Sant'Eufemia e Tutino; Ugento, con le frazioni di Gemini e Torre San Giovanni, e le località costiere di Fontanelle, Torre Mozza e Lido Marini.
Sede vescovile è la città di Ugento, dove si trova la cattedrale di Santa Maria Assunta. Nel territorio diocesano, ad Alessano, sorge anche la chiesa collegiata del Santissimo Salvatore, sede vescovile fino al 1818.

### Parrocchie e foranie
Il territorio si estende su 475 km² ed è suddiviso in 43 parrocchie, raggruppate in 4 foranie o zone pastorali:
- forania di Taurisano, comprendente le parrocchie dei comuni di Miggiano, Montesano, Ruffano, Supersano e Taurisano;
- forania di Tricase, comprendente le parrocchie dei comuni di Corsano, Tiggiano e Tricase;
- forania di Santa Maria di Leuca, comprendente le parrocchie dei comuni di Alessano, Gagliano del Capo e Castrignano del Capo;
- forania di Ugento, comprendente le parrocchie dei comuni di Morciano di Leuca, Presicce-Acquarica, Salve e Ugento.

### Santuari diocesani
Sono riconosciuti ufficialmente come santuari diocesani:
- la basilica santuario di Santa Maria de Finibus Terrae, antico santuario[2] mariano, innalzato alla dignità di basilica minore, il 7 ottobre 1990, da papa Giovanni Paolo II, su richiesta del vescovo Mario Miglietta,[3] con una solenne celebrazione presieduta dal cardinale Eduardo Martínez Somalo;
- il santuario di Santa Marina, a Ruggiano;
- il santuario di Santa Maria della Strada, a Taurisano, elevato a santuario mariano diocesano il 6 aprile 1996, da Domenico Caliandro;
- il santuario di San Rocco, a Torrepaduli;
- il santuario della Madonna di Fátima, a Tricase, elevato, nel 1957, dal vescovo Giuseppe Ruotolo, in occasione del 40º anniversario delle apparizioni di Fátima;
- il santuario della Madonna della Serra, a Tricase.

### Strutture formative e residenziali
- "Casa per ferie Maris Stella" - Accoglienza: Campi scuola, Gruppi Parrocchiali e Famiglie, Santa Maria di Leuca;
- "Casa per ferie San Basilio" - Accoglienza: Gruppi e famiglie, ritiri, campi scuola, esercizi spirituali, convegni, Tricase.

### Comunità religiose
Religiose
- Clarisse Cappuccine, Monastero della Santissima Trinità ad Alessano;
- Adoratrici del Sangue di Cristo, a Castrignano del Capo, Morciano di Leuca e Salve;
- Ancelle dell'Amore Misericordioso, a Ugento;
- Compassioniste Serve di Maria, ad Alessano, Santa Maria di Leuca, Ruffano;
- Discepole di Gesù Eucaristico, a Presicce;
- Suore Domenicane del Santissimo Sacramento, a Tricase;
- Figlie della Carità, a Ugento;
- Figlie di Santa Maria di Leuca, a Santa Maria di Leuca, Miggiano;
- Suore d'Ivrea, a Tricase;
- Suore Istituto Ravasco, a Specchia;
- Suore Marcelline, a Tricase;
- Suore Missionarie della Consolata, a Ruffano;
- Suore Oblate di San Benedetto Giuseppe Labre, ad Acquarica del Capo;
- Suore Vocazioniste, a Supersano e Tiggiano.

Religiosi
- Frati Cappuccini, ad Alessano;
- Missionari dei Sacri Cuori, ad Arigliano;
- Padri Trinitari, a Gagliano del Capo.

## Storia

### Dalle origini al XIX secolo
La diocesi di Ugento è documentata con certezza a partire dal XII secolo. Studi recenti di André Jacob hanno dimostrato l'esistenza del vescovo Giovanni, vissuto in epoca imprecisata tra il 1125 e il 1175. Il necrologio cassinense menziona la morte di Symon episcopus et monachus de Ogenti, avvenuta il 23 settembre di un anno ignoto, ma comunque negli ultimi decenni del secolo. Inoltre, una lettera di papa Innocenzo III, del 23 giugno 1198, cita Ugento quale diocesi suffraganea dell'arcidiocesi di Otranto, provincia ecclesiastica alla quale Ugento rimarrà legata fino al Novecento.
Incerta e lacunosa è la cronotassi dei vescovi diocesani nel XIII secolo. Dopo alcuni vescovi anonimi nella prima metà del secolo, è noto il vescovo Lando, eletto nel 1253 e morto tra il 1280 ed il 1282. Il capitolo della cattedrale è documentato per la prima volta in occasione della nomina del vescovo Goffredo nel 1282, elezione capitolare confermata da papa Martino IV.
Risalgono al XV secolo gli insediamenti dei primi religiosi in diocesi, con l'arrivo dei francescani minori a Ugento e dei conventuali a Specchia e la fondazione del monastero benedettino femminile di Ugento, unica presenza religiosa femminile in diocesi fino all'Ottocento.
Tra il 1500 ed il 1800 tutti i presuli di Ugento sono stati presentati all'episcopato dai re di Napoli. Tra i presuli del Cinquecento si distinsero Antonio Minturno (1559-1565), che prese parte alla terza sessione del concilio di Trento e celebrò un sinodo diocesano nel 1564; e Desiderio Mazzapica (1566-1593), che fu tra i teologi consultori al concilio tridentino. Altri sinodi diocesani furono celebrati da Geronimo Martini nel 1645 e da Antonio Carafa nel 1680; un altro sinodo fu indetto e presieduto dal vicario capitolare Giuseppe Salzedo nel 1720. Durante il Cinquecento, la diocesi si arricchì della presenza di numerosi ordini religiosi: «i carmelitani si insediarono a Torrepaduli (1560) e a Presicce (1566), i cappuccini a Salve (1579) e a Ruffano (1621), i francescani minori a Presicce (1603) e i domenicani a Specchia (1608)».
Le relazioni per le visite ad limina, quelle delle visite pastorali e le costituzioni sinodali rappresentano «le fonti "privilegiate" per la storia della diocesi, della sua organizzazione istituzionale ed assistenziale, dell'attività dei vescovi e della religiosità dell'ambiente». La prima relazione redatta per la visita ad limina e giunta fino a noi è quella consegnata personalmente a Roma dal vescovo Juan Bravo Lagunas nel 1620; del vescovo Antonio Carafa (1663-1704), gli archivi vaticani conservano ben dodici relazioni; dal 1620 al 1777 sono in tutto 31 le relazioni fatte per la Curia romana dai vescovi ugentini.
Numerose furono anche le visite pastorali dei vescovi ugentini nel territorio diocesano. La prima documentata è quella del vescovo Antonio Minturno nel 1559; seguono altre visite nel 1628 e nel 1637; a partire dall'ultimo quarto del Seicento le visite hanno una scadenza quasi annuale, indizio dell'interesse e della cura dei vescovi per la corretta amministrazione della propria diocesi.
Il seminario vescovile, reso obbligatorio dal concilio di Trento, fu istituito tardivamente e risale solo al 1752 per opera del vescovo Tommaso Mazza; le scarse rendite della mensa vescovile e la difficoltà a reperire i fondi necessari per il suo mantenimento, procrastinarono di due secoli la fondazione del seminario. Dalla visita pastorale compita dal vicario capitolare De Rossi nel 1711 si conoscono, anche nominativamente, gli oltre 400 ecclesiastici, di cui 225 sacerdoti, che costituivano lo status clericorum della diocesi, su una popolazione diocesana di circa diecimila fedeli; da questo censimento erano tuttavia escluse le città di Ugento e di Gemini, per cui il numero dei chierici era presumibilmente maggiore.

### L'ampliamento
Il 27 giugno 1818, in seguito al concordato tra Santa Sede e regno napoletano, la diocesi si ampliò, incorporando il territorio della soppressa diocesi di Alessano in forza della bolla De utiliori di papa Pio VII. Vennero così ad unirsi all'antico territorio diocesano, i comuni di Alessano, Arigliano, Caprarica del Capo, Corsano, Castrignano del Capo, Gagliano del Capo, Giuliano di Lecce, Montesardo, Patù, Salignano, San Dana, Tiggiano, Tricase e Tutino.
L'Ottocento è segnato dall'episcopato di Francesco Bruni (1837-1863), «con le sue ripetute visite pastorali e il sinodo diocesano del 1858. Egli completò la facciata della cattedrale (1855), costruì la nuova sede del seminario accanto al palazzo vescovile; guidò il clero nelle vicende rivoluzionarie del 1848 e della unificazione, cui si contrappose e, di conseguenza, dovette riparare a Napoli nel 1860, subendo poi le indagini censorie del governo italiano». L'inaugurazione del seminario, progettato dall'ingegnere napoletano Magliola, avvenne nel 1912; fu successivamente ristrutturato negli anni sessanta e oggi ospita la scuola di formazione sociopolitica e la scuola di formazione teologico-pastorale.

### La nuova denominazione
Per suggellare la profonda devozione verso la Vergine di Santa Maria de Finibus Terrae da parte di tutta la diocesi, papa Giovanni XXIII, il 1º agosto 1959, accolse la richiesta del vescovo Giuseppe Ruotolo e dispose la variazione del nome della diocesi con il decreto Sanctuarium Sanctae Mariae Leucadensis della Congregazione Concistoriale. Sempre per opera dello stesso presule si deve la costruzione a Santa Maria di Leuca della casa del clero e del "villaggio del fanciullo", contribuendo a dare nuovo impulso alla devozione alla Madonna di Leuca e ai pellegrinaggi al principale santuario mariano della diocesi.
Dal 20 ottobre 1980, in seguito alla bolla pontificia di papa Giovanni Paolo II Conferentia episcopalis Apuliae, la sede ugentina ha perso la sua secolare dipendenza dall'arcidiocesi di Otranto ed è divenuta suffraganea dell'arcidiocesi di Lecce.
Il 16 luglio 1988 vengono annesse alla diocesi due parrocchie delle frazioni di Depressa e Sant'Eufemia del comune di Tricase precedentemente appartenute all'arcidiocesi di Otranto.
Nei sotterranei della cattedrale, su iniziativa del vescovo Vito De Grisantis, il 6 luglio 2004, è stato inaugurato il museo diocesano.
A ricordo della visita di papa Benedetto XVI a Santa Maria di Leuca del 14 giugno 2008, per volere del vescovo Vito De Grisantis, il 26 novembre 2009, è stato inaugurato, tra Lucugnano ed Alessano, un moderno auditorium, con 800 posti a sedere. Per opera del medesimo pastore nacque il "Progetto Tobia", fondo diocesano di garanzia per il microcredito etico-sociale.
La diocesi è impegnata in collaborazione con le suore marcelline nella gestione dell'Ospedale Generale Provinciale "Card. Giovanni Panico" e dell'hospice "Casa di Betania", inaugurato il 20 settembre 2008, dal cardinale Salvatore De Giorgi.
Sono in corso le cause di canonizzazione di Antonio Bello, di Mirella Solidoro, giovane di Taurisano, di Elisa Martinez fondatrice delle suore dell'Istituto Figlie di Santa Maria di Leuca, di Teresa Lanfranco, suora del medesimo ordine e di Gilberto Agustoni, già Prefetto del Supremo Tribunale della Segnatura Apostolica.
Il 20 aprile 2018 la diocesi ha ricevuto la visita pastorale di papa Francesco, che ha sostato in preghiera, ad Alessano, sulla tomba del venerabile Antonio Bello, presbitero della diocesi poi vescovo di Molfetta-Ruvo-Giovinazzo-Terlizzi.

## Cronotassi dei vescovi
Si omettono i periodi di sede vacante non superiori ai 2 anni o non storicamente accertati.

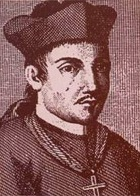
Antonio Sebastiani Minturno, vescovo di Ugento (1559 - 1565).

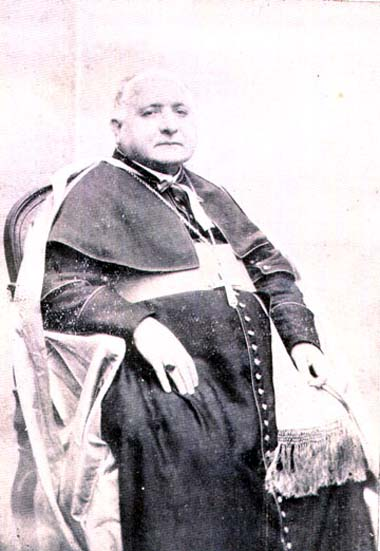
Salvatore Luigi Zola, C.R.L., vescovo di Ugento (1873 - 1877).

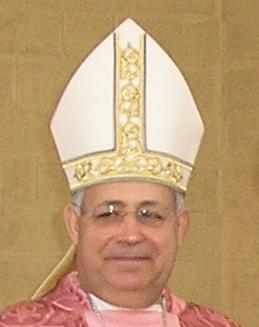
Domenico Caliandro, vescovo di Ugento-Santa Maria di Leuca (1993 - 2000).

### Vescovi di Ugento
- Giovanni I † (documentato tra il 1125 e il 1175)[4]
- Simone, O.S.B. † (circa 1170/1200)[17]
- Anonimo † (menzionato nel 1195/1198)[17]
- Anonimo † (menzionato nel 1230/1238)[17]
- Anonimo † (menzionato nel 1238)[17]
- Lando † (5 maggio 1253 - dopo luglio 1280 deceduto)[17]
- Goffredo † (23 novembre 1282 - ?)
- Egidio † (menzionato nel 1283)
- Giovanni Allegri † (29 settembre 1284 - 29 settembre 1291 nominato vescovo di Ravello)
- Giovanni II † (29 settembre 1291 - ?)
- Nicola † (? deceduto)
- Giovanni III † (21 luglio 1363 - ?)
- Obbedienza avignonese:
  - Riccardo † (circa 1389 - 27 gennaio 1391 nominato vescovo di Troia)
  - Andrea I † (circa 1390 - ? deceduto)
  - Giovanni IV † (11 settembre 1398 - ?)
- Obbedienza romana:
  - Leonardo † (circa 1389 - 1392 deceduto)
  - Tommaso † (6 aprile 1392 - 1399 deceduto)
  - Giovanni V † (18 agosto 1399 - 1401 deceduto)
  - Tommaso Butyller, O.F.M. † (16 maggio 1401 - 1405 deceduto)
  - Onofrio da Sulmona, O.E.S.A. † (2 dicembre 1405 - 1427 deceduto)
- Giovanni IV † (3 dicembre 1427 - 1437 deceduto) (per la seconda volta)[18]
- Nuccio da Nardò, O.F.M. † (19 marzo 1438 - 1446 deceduto)
- Filippo † (14 marzo 1446 - ?)
- Domenico Erach † (menzionato nel 1464)
- Nicola † (? - 1489 deceduto)
- Antonio Giaconi † (17 luglio 1489 - 19 marzo 1494 nominato vescovo di Pozzuoli)
- Mauro de Sinibaldis † (19 marzo 1494 - 1517)
- Andrea II † (1517 - ? deceduto)
- Carlo Borromeo † (9 marzo 1530 - 6 luglio 1537 nominato vescovo di Pozzuoli)
- Bonaventura, O.F.M.Obs. † (6 luglio 1537 - 1558 deceduto)
- Antonio Minturno † (27 gennaio 1559 - 13 luglio 1565 nominato vescovo di Crotone)
- Desiderio Mazzapica, O.Carm. † (6 settembre 1566 - 28 aprile 1593 deceduto)
  - Sede vacante (1593-1596)
- Giuseppe de Rubeis † (11 marzo 1596 - 29 marzo 1599 nominato vescovo dell'Aquila)
- Pedro Guerrero † (15 dicembre 1599 - 10 gennaio 1611 deceduto)
  - Sede vacante (1611-1614)
- Luca Franchi † (27 gennaio 1614 - 1615 deceduto)
- Juan Bravo Lagunas, O.E.S.A. † (11 gennaio 1616 - 1627 dimesso)
- Luis Ximénez, O. de M. † (30 agosto 1627 - 1636 deceduto)
- Geronimo Martini † (30 marzo 1637 - 1648 deceduto)
- Agostinho Barbosa † (22 marzo 1649 - 19 novembre 1649 deceduto)
- Andrea Lanfranchi, C.R. † (19 dicembre 1650 - 1651 deceduto)
  - Sede vacante (1651-1659)
- Lorenzo Enzines, O.Carm. † (28 luglio 1659 - 23 novembre 1660 deceduto)
  - Sede vacante (1660-1663)
- Antonio Carafa, C.R. † (12 febbraio 1663 - 9 maggio 1704 deceduto)
- Pedro Lázaro Terrer, O.F.M.Obs. † (9 febbraio 1705 - maggio 1709 deceduto)
  - Sede vacante (1709-1713)
- Nicola Spinelli † (30 agosto 1713 - 5 giugno 1718 deceduto)
  - Sede vacante (1718-1722)
- Andrea Maddalena, C.R.M. † (2 marzo 1722 - 27 settembre 1724 nominato arcivescovo di Brindisi)
- Francesco Battaller, O.Carm. † (19 dicembre 1725 - 1º dicembre 1735 deceduto)
- Giovanni Rosso, C.R. † (11 aprile 1736 - 8 luglio 1737 nominato arcivescovo di Matera e Acerenza)
- Gennaro Carmignano, C.R. † (8 luglio 1737 - 24 novembre 1738 nominato arcivescovo di Gaeta)
- Arcangelo Maria Ciccarelli, O.P. † (19 dicembre 1738 - 11 febbraio 1747 dimesso)
- Tommaso Mazza † (10 aprile 1747 - 25 gennaio 1768 nominato vescovo di Castellammare di Stabia)
- Giovanni Domenico Durante † (19 settembre 1768 - settembre 1781 deceduto)
- Giuseppe Monticelli † (16 dicembre 1782 - 1791 deceduto)
- Giuseppe Corrado Panzini † (26 marzo 1792 - 23 luglio 1811 deceduto)
  - Sede vacante (1811-1818)
- Camillo Alleva † (26 giugno 1818 - 13 dicembre 1824 dimesso[19])
- Francesco Saverio de Urso, O.M. † (20 dicembre 1824 - 24 aprile 1826 deceduto)
- Angelico Mestria, O.F.M.Cap. † (28 gennaio 1828 - 30 dicembre 1836 deceduto)
- Francesco Bruni, C.M. † (19 maggio 1837 - 17 gennaio 1863 deceduto)
  - Sede vacante (1863-1873)
- Salvatore Luigi Zola, C.R.L. † (21 marzo 1873 - 22 giugno 1877 nominato vescovo di Lecce)
- Gennaro Maria Maselli, O.F.M. † (22 giugno 1877 - 26 luglio 1890 deceduto)
- Vincenzo Brancia † (26 luglio 1890 succeduto - 25 aprile 1896 deceduto)
- Luigi Pugliese † (22 giugno 1896 - 17 luglio 1923 deceduto)
- Antonio Lippolis † (15 dicembre 1923 - 16 ottobre 1924 dimesso[20])
- Antonio Lippolis † (23 dicembre 1924 - 18 novembre 1932 dimesso[21]) (per la seconda volta)
- Teodorico de Angelis † (5 maggio 1934 - 23 novembre 1936 nominato vescovo di Nocera de' Pagani)
- Giuseppe Ruotolo † (13 dicembre 1937 - 1º agosto 1959 nominato vescovo di Ugento-Santa Maria di Leuca)

### Vescovi di Ugento-Santa Maria di Leuca
- Giuseppe Ruotolo † (1º agosto 1959 - 9 novembre 1968 dimesso)[22]
  - Sede vacante (1968-1974)
  - Gaetano Pollio † (9 novembre 1968 - 5 febbraio 1969) (amministratore apostolico)
  - Nicola Riezzo † (28 aprile 1969 - 12 ottobre 1974) (amministratore apostolico)
- Michele Mincuzzi † (12 ottobre 1974 - 27 gennaio 1981 nominato arcivescovo di Lecce)
- Mario Miglietta † (21 febbraio 1981 - 14 novembre 1992 dimesso)
- Domenico Caliandro (23 aprile 1993 - 13 maggio 2000 nominato vescovo di Nardò-Gallipoli)
- Vito De Grisantis † (13 maggio 2000 - 1º aprile 2010 deceduto)
- Vito Angiuli, dal 2 ottobre 2010

## Vescovi oriundi della diocesi
- Fernando Panico, M.S.C. (Tricase, 1º gennaio 1946), vescovo emerito di Crato
- Gerardo Antonazzo (Supersano, 20 maggio 1956), vescovo di Sora-Cassino-Aquino-Pontecorvo
- Paolo Rocco Gualtieri (Supersano, 1º febbraio 1961), arcivescovo, titolo personale, titolare di Sagona, nunzio apostolico in Perù

## Calendario liturgico proprio della diocesi
Calendario liturgico della diocesi di Ugento-Santa Maria di Leuca:
| Data                 | Celebrazione                                                                                         | Grado                                      |
| -------------------- | --- | ------------------------------------------ |
| 16 gennaio           | San Dana diacono e martire                                                                           | Memoria                                    |
| 22 gennaio           | San Vincenzo, patrono della diocesi                                                                  | Solennità                                  |
| 14 febbraio          | Santi Cirillo, monaco e Metodio, vescovo, patroni d'Europa                                           | Festa                                      |
| 13 aprile            | Santa Maria de Finibus Terrae                                                                        | Memoria                                    |
| 29 aprile            | Santa Caterina da Siena, religiosa e dottore della chiesa                                            | Festa                                      |
| IV venerdì di maggio | Beata Vergine Maria Regina Apuliae                                                                   | Memoria                                    |
| 30 giugno            | Dedicazione della cattedrale                                                                         | Solennità in cattedrale e Festa in diocesi |
| 11 luglio            | San Benedetto da Norcia, abate, patrono d'Europa                                                     | Festa                                      |
| 21 luglio            | San Lorenzo da Brindisi, sacerdote e dottore della chiesa                                            | Memoria                                    |
| 23 luglio            | Santa Brigida di Svezia, religiosa, compatrona d'Europa                                              | Festa                                      |
| 9 agosto             | Santa Teresa Benedetta della Croce, vergine e martire, compatrona d'Europa                           | Festa                                      |
| 13 agosto            | Santi Antonio Primaldo e compagni, martiri                                                           | Memoria                                    |
| 14 agosto            | San Rocco, pellegrino e taumaturgo, patrono secondario della diocesi                                 | Memoria                                    |
| 23 settembre         | San Pio da Pietrelcina, sacerdote                                                                    | Memoria                                    |
| 4 ottobre            | San Francesco d'Assisi, religioso e patrono d'Italia                                                 | Festa                                      |
| 5 ottobre            | Beato Bartolo Longo, laico, fondatore e benefattore                                                  | Memoria                                    |
| 13 ottobre           | Dedicazione della propria chiesa per le chiese dedicate di cui si ignora il giorno della dedicazione | Solennità                                  |

## Statistiche
La diocesi nel 2022 su una popolazione di 125.480 persone contava 124.540 battezzati, corrispondenti al 99,3% del totale.
| anno | popolazione | popolazione | popolazione | presbiteri | presbiteri | presbiteri | presbiteri                | diaconi | religiosi | religiosi | parrocchie |
| anno | battezzati  | totale      | %           | numero     | secolari   | regolari   | battezzati per presbitero | diaconi | uomini    | donne     | parrocchie |
| ---- | ----------- | ----------- | ----------- | ---------- | ---------- | ---------- | ------------------------- | ------- | --------- | --------- | ---------- |
| 1950 | 87.000      | 87.000      | 100,0       | 83         | 71         | 12         | 1.048                     |         | 19        | 71        | 33         |
| 1970 | 108.000     | 108.000     | 100,0       | 88         | 60         | 28         | 1.227                     |         | 31        | 10        | 33         |
| 1980 | 115.500     | 115.900     | 99,7        | 76         | 54         | 22         | 1.519                     |         | 25        | 134       | 36         |
| 1990 | 115.300     | 115.800     | 99,6        | 74         | 62         | 12         | 1.558                     |         | 12        | 98        | 40         |
| 1999 | 122.800     | 124.000     | 99,0        | 76         | 62         | 14         | 1.615                     |         | 18        | 106       | 43         |
| 2000 | 123.000     | 124.800     | 98,6        | 74         | 62         | 12         | 1.662                     |         | 14        | 106       | 43         |
| 2001 | 122.000     | 123.000     | 99,2        | 75         | 62         | 13         | 1.626                     | 5       | 15        | 103       | 42         |
| 2002 | 122.500     | 123.500     | 99,2        | 66         | 57         | 9          | 1.856                     | 5       | 10        | 225       | 43         |
| 2003 | 123.500     | 124.500     | 99,2        | 70         | 59         | 11         | 1.764                     | 5       | 12        | 223       | 43         |
| 2004 | 123.800     | 125.000     | 99,0        | 69         | 60         | 9          | 1.794                     | 5       | 10        | 225       | 43         |
| 2010 | 120.000     | 122.000     | 98,4        | 70         | 63         | 7          | 1.714                     | 5       | 8         | 140       | 43         |
| 2014 | 121.000     | 123.000     | 98,4        | 79         | 71         | 8          | 1.531                     | 7       | 9         | 78        | 43         |
| 2017 | 122.800     | 125.700     | 97,7        | 82         | 73         | 9          | 1.497                     | 7       | 10        | 122       | 43         |
| 2020 | 124.800     | 125.750     | 99,2        | 73         | 64         | 9          | 1.709                     | 7       | 10        | 110       | 43         |
| 2022 | 124.540     | 125.480     | 99,3        | 72         | 65         | 7          | 1.729                     | 6       | 7         | 110       | 43         |